# 廷塔 (明尼蘇達州)
廷塔（英語：Tintah）是一個位於美國明尼蘇達州特拉弗斯縣的城市。

## 人口
根據2020年美國人口普查的數據，廷塔的面積為1.947平方千米，皆為陸地。當地共有人口67人，而人口密度為每平方千米34人。